# Караччиоли, Джованни Антонио
Иоанн-Антоний Караччиоли (итал. Antonio Caracciolo,1515—1569) — религиозный деятель, третий сын Джованни Караччиоли.

## Биография
Был католическим епископом, но после беседы с Кальвином в Женеве примкнул к протестантам, торжественно, перед собранием гугенотов, отрекся от католицизма и принял звание реформатского пастора. После битвы при Дрё он принял титул князя Мельфи и держался середины между протестантами и католиками.
Интересны написанные им: «Lettre à Cornelio Masso, évêque de Bilonte, pour la justification de Gabriel de Lorges, comte de Montgommery, sur ce qu’il avait eu le malheur de tuer le roy Henri IV»; «Epistre d’Antoine, évêque et ministre du Saint-Evangile, à l'Église de Dieu qui est à Troyes et aux fidèles en J.-C.» (1561); «Lettre aux ministres et aux pasteurs d’Orléans».